# Marshall JCM800

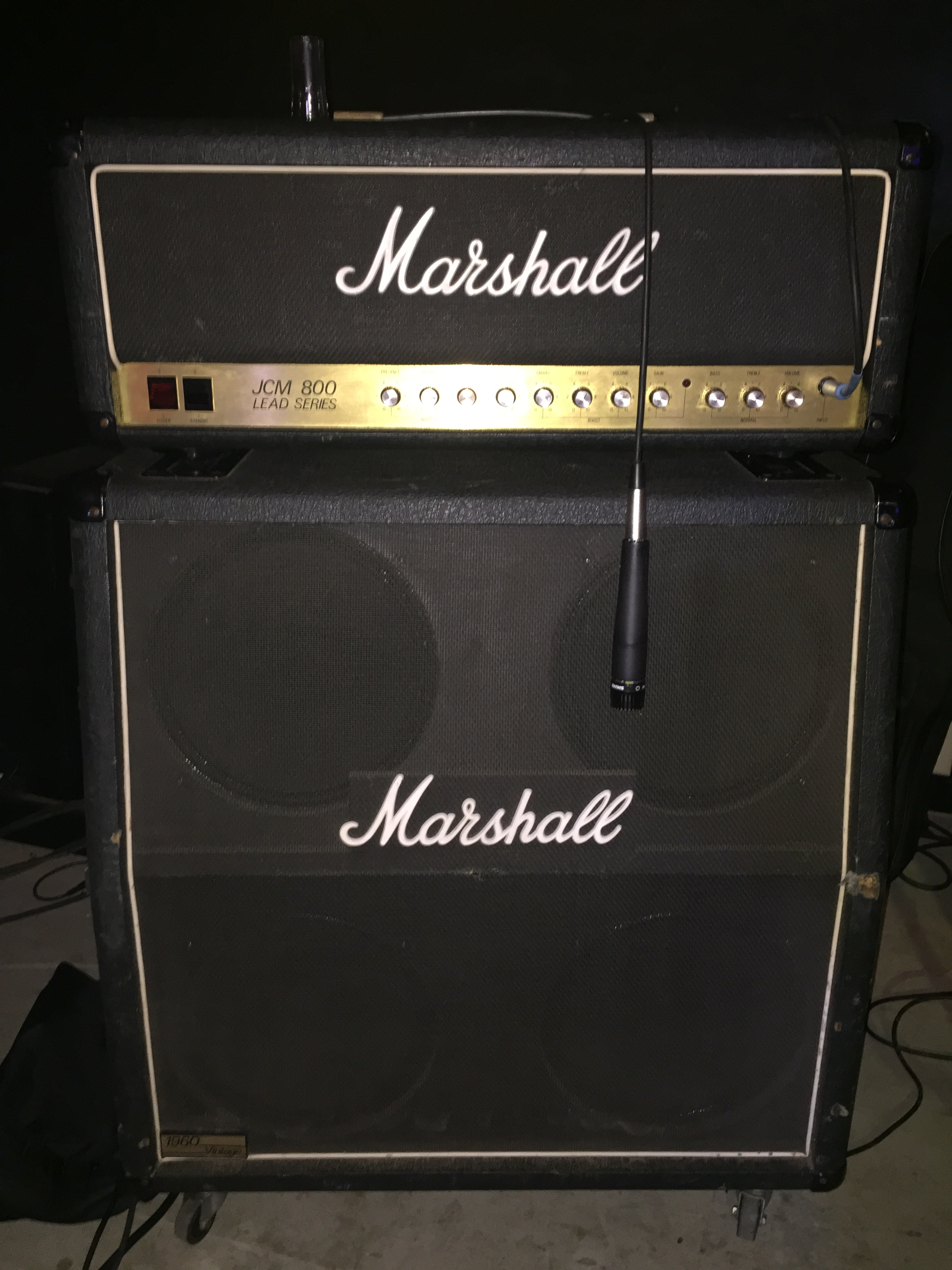
Un Marshall JCM800 2205 su una cassa 4x12" 1960AV Angled Vintage

La JCM800 è una linea di amplificatori per chitarra prodotta dalla Marshall Amplification. La serie fu introdotta nel 1981. Anche se i modelli 1959 "Plexi" e 1987 (Plexi da 50 W oggi distribuita con il nome di "1987X") erano in produzione dal 1965 e le JMP Master Volume 2203 e 2204 erano in produzione dal 1975, furono esteticamente ridisegnate per introdurre il JCM800 nel 1981. Questo amplificatore divenne ben presto una base per le band hard rock e 
heavy metal degli anni 80.

## Storia
Nel 1981, la Marshall terminò il contratto di distribuzione di 15 anni con Rose-Morris, che aveva fortemente limitato le potenzialità di vendite di amplificatori fuori dall'Inghilterra; Rose-Morris etichettava il 55% sul prezzo dei modelli esportati. La JCM800 fu la prima serie prodotta dopo la scadenza del contratto. Il nome viene dalle iniziali di Jim Marshall, "J.C.M.", accoppiate all'insignificante "800" dalla targa della sua auto. In seguito si notò che "800" azzeccava con il decennio. Per esempio, la JCM900 fu rilasciata nel 1990 e la JCM2000 nel 2000.
La serie include testate abbinate a casse, così come i combo, e fu prodotta fino agli anni 90. Divenne ben presto un amplificatore di successo, tanto da risultare onnipresente tra i gruppi hard rock e heavy metal.

## Descrizione
Si tratta della seconda serie di Marshall con equipaggiato il master volume, che permette di usare maggiori distorsioni a volumi più bassi. Rispetto alla serie "Master Volume", offrivano alcuni vantaggi, tra questi, la possibilità di essere internamente uniti e collegati con altri amplificatori. I primi JCM800 infatti, erano amplificatori Master Volume (Modelli 2203 e 2204, rispettivamente a 100 e 50 W), con struttura e pannelli nuovi. Tuttavia, arrivarono ben presto sul mercato i modelli 2205 e 2210. Questi avevano due canali che potevano essere attivati con il foot switch, permettendo di separare suoni solisti e ritmici. Avevano inoltre il send/return e una manopola per regolare il riverbero, una novità dalla Marshall.
Inizialmente, gli utilizzatori credevano che la testata (usata con le casse Marshall standard) avesse un suono piatto in confronto ai precedenti Marshall, finché non si scoprì per caso che la colpa era degli altoparlanti: le nuove casse erano state equipaggiate con nuovi coni Celestion. La Marshall allora rimise i precedenti. Alcuni preferiscono gli amplificatori pre-JCM800, dicendo che hanno un suono più caldo e meno ruvido.
Gli amplificatori venduti in Inghilterra montavano valvole EL34 mentre negli Stati Uniti erano distribuiti con valvole 6550. Il JCM800 è considerato un amplificatore "piccante" perché ha più gain sul palco rispetto a quelli comparabili. C'è però una differenza rispetto ai primi modelli 2203/2204 e i successivi 2205/2210 a due canali: in modalità "lead" (ingresso "high"), c'è un diodo che fornisce più gain al preamplificatore. Tuttavia, è uno dei motivi per cui i chitarristi preferiscono i modelli JCM 800 2203/2204 rispetto al 2205/2210, dal momento che hanno un suono più "organico" senza il diodo in più.
La testata 2203 è stata recentemente riprodotta in miniatura con il modello SC20H (Studio Classic Head), equipaggiata con il send/return, dalla potenza di 20 W riducibile a 5, esattamente come la SV20H Mini Plexi. Le valvole montate sono due ECC83 (una splittabile) nel preamplificatore e due EL34 per l'alimentazione.

## Artisti
- Andy Scott
- Bill Kelliher[6]
- Billy Corgan[1]
- Brett Gurewitz[7]
- Brian Tatler[1]
- Buddy Guy[1]
- C.C. Deville[1]
- Dave Mustaine[1]
- Dino Cazares[8]
- Dodi Battaglia[8]
- Elliott Randall[1]
- Eric Clapton[9]
- Francis Rossi
- Ian MacKaye[10]
- James Hetfield
- James Iha[1]
- Jeff Beck[2]
- Jeff Hanneman[1]
- Joey Santiago[11]
- John Frusciante
- John Norum
- John Sykes
- Johnny Ramone
- Jordan Buckley[12]
- Josh Middleton
- Kerry King[1]
- Kevin Shields[1]
- Kirk Hammett
- Lee Malia[1]
- Leslie West[1]
- Michael Schenker
- Mick Mars[1]
- Mick Ralphs[2]
- Nancy Wilson
- Rick Parfitt
- Ronni Le Tekrø[1]
- Roye Albrighton
- Scott Ian
- Slash
- Mike Mushok[8]
- Steve Cradock[1]
- Steve Rothery
- Tom Morello[1]
- Zakk Wylde[1]